# 绊住马
绊住马（?—?），元朝大臣，元惠宗时中书平章政事。
至正十五年（1355年）八月，絆住馬以同知枢密院事，與淮南行省平章政事蠻子海牙，领军守备芜湖至镇江南岸，同阿魯灰所部軍馬協力衛護江南行臺，对抗反元起义军。至正二十年（1360年）五月己亥，入朝担任中书省平章政事。